# Herb Muller
Herb Muller (31 tháng 3 năm 1928 - 18 tháng 5 năm 1995) là một diễn viên người Mỹ. Ông đóng vai Old Man trong Tina (1993). Ông qua đời tại Burbank, California vào ngày 18 tháng 5 năm 1995 ở tuổi 67.

## Sự nghiệp diễn xuất
- Tina (1993) trong vai ông già
- The Sandlot (1993) trong vai Young Mr. Mertle
- V.I. Warshawski (1991) trong vai Contreras
- L.A. Law (1989) trong vai Fat Morty
- Shootdown (1988) trong vai News Vendor
- Split Decisions (1988) trong vai Mr. 'D'
- Dutch Treat (1987) trong vai Bailiff
- Jaws 2 (1978) as Phil Fogarty